# Copa Presidente FEF 1941-1947
La Copa Presidente FEF 1941-1947 fu la seconda ed ultima edizione della Coppa Presidente FEF. La competizione fu giocata dalle prime quattro squadre della Primera División 1940-1941. La squadra vincitrice fu l'Atlético Madrid.

## Squadre partecipanti
- Atlético Madrid - campione della Primera División 1940-1941.
- Valencia - vincitore della Coppa del Generalísimo 1941 e terzo in Primera División 1940-1941.
- Athletic Bilbao - secondo in Primera División 1940-1941.
- Barcellona - quarto in Primera División 1940-1941.

## Gruppo
| Squadra         | P.ti | G | V | N | P |
| --------------- | ---- | - | - | - | - |
| Atlético Madrid | 8    | 6 | 4 | 0 | 2 |
| Valencia        | 7    | 6 | 3 | 1 | 2 |
| Athletic Bilbao | 6    | 6 | 3 | 0 | 3 |
| Barcellona      | 3    | 6 | 1 | 1 | 4 |